# مارغريت رايت
مارغريت رايت (بالإنجليزية: Margaret Wright)‏ (و. 1917 – 1999 م) هي ممثلة، وممثلة تلفزيونية، من الولايات المتحدة الأمريكية، ولدت في مدينة نيويورك، توفيت في لوس أنجلوس، عن عمر يناهز 82 عاماً.

## وصلات خارجية
- مارغريت رايت على موقع IMDb (الإنجليزية)
- مارغريت رايت على موقع أول موفي (الإنجليزية)
- مارغريت رايت على موقع قاعدة بيانات الأفلام السويدية (السويدية)
- مارغريت رايت على موقع قاعدة بيانات الفيلم (الإنجليزية)
- مارغريت رايت على موقع كينوبويسك (الروسية)